# Махендрапарвата
Махендрапарвата (кхмер. មហេន្ទ្របវ៌ត) — стародавнє місто часів існування Кхмерської імперії в Камбоджі. Місто розташовувалось на території сучасної провінції Сіємреап.
Рештки поселення було виявлено 2013 року археологічною експедицією за допомогою лазерного сканування.

## Етимологія
Назва Махендрапарвата, що означає «Гора великого Індри», походить від санскритських слів महेन्द्र (Великий Індра, йменування індуїстського бога Індри) й पर्वत (гора) та є відсиланням до священної вершини, нині відомої як Пномкулен, де 802 року був освячений Джаяварман II як перший король імперії кхмерів. Назва міста зустрічається в написах на храмі Ак Юм у районі Ангкор.

## Географія
Махендрапарвата розташовувалась за 40 км на північ від комплексу Ангкор-Ват (45 км на північ від Сіємреапа) на схилах плато Кулен у провінції Сіємреап.